# Мультикультурная семья в Южной Корее
Мультикультурная семья в Южной Корее — семья, состоящая из людей, не знакомых с корейской культурой. По мере увеличения числа мультикультурных семей в корейском обществе росло и количество детей в мультикультурных семьях. Была разработана[кем?][когда?] новая политика для решения проблем, с которыми сталкиваются дети из мультикультурных семей.

## Определение
Политика, направленная на поддержку мультикультурных семей в Южной Корее, направлена на семьи с людьми, получившими южнокорейское гражданство. Мультикультурную семью можно определить как тип семьи, в котором две культуры сосуществуют в одной семье через международный брак, но который также включает семьи иностранных рабочих, семьи северокорейских беженцев и семьи этнических корейцев, переезжающих в Корею.
Первая категория, интернациональные брачные семьи, относится к семье, состоящей из состоящего в браке гражданина Кореи и иностранного супруга. Вторая категория, семьи иностранных рабочих, включает в себя тех, кого иностранные рабочие привозят с собой в Корею, или новые семьи, сформированные иностранными рабочими в Корее. В большинстве таких семей есть дети. Третья категория, семьи северокорейских беженцев, состоит из жителей Северной Кореи с официальной регистрацией. Эти люди покинули северокорейское общество по разным причинам. В некоторых случаях беженцы покидают Северную Корею вместе с членами своей семьи, но правила также предназначены для тех, кто создает новую семью в Южной Корее. В последнюю категорию входят этнические корейские семьи, которые родились и выросли в Китае или России с уникальной корейской культурой и поселились в Южной Корее с целью иммиграции и работы, в то время как их предки покинули Корею с разным прошлым.
Дети из мультикультурных семей определяются как дети, рожденные от супругов корейцев и иностранцев с разным культурным происхождением. Поначалу детей из многонациональных семей называли косиан или полукровками. Позже люди стали использовать нейтральный по отношению к ценностям термин «дети от интернационального брака» или «дети иммигрантов от интернационального брака». Совсем недавно люди стали использовать термин «дети из мультикультурных семей».

### Классификация детей

#### Дети иммигрантов от интернационального брака
Во-первых, это дети иммигрантов от интернационального брака. Это дети, один из родителей которых имеет корейское гражданство, а другой родитель — иностранное гражданство. Во-вторых, это дети из семей иностранных рабочих. Рабочие-иммигранты привозят своих детей через Корею или рожают детей в Корее. Большинство из них имеют гражданство своей страны, живут в Корее как иностранцы. Они не могут получать поддержку на основании Политики поддержки мультикультурных семей. Это услуга для мультикультурной семьи, позволяющая адаптироваться к жизни в Корее и поддерживать экономическую самостоятельность. Но число их увеличилось, и некоторые из них приобрели корейское гражданство. В-третьих, детей из семьи беженцев из Северной Кореи называют «сэтомин», как перебежчиков. Они получают корейское гражданство в результате натурализации. У них есть культурная проблема, потому что Южная Корея и Северная Корея сформировали разные культуры после разделения Кореи на север и юг.

#### Иммигрантская молодежь
Молодежь- иммигранты — это подростки, приехавшие в Корею после того, как они выросли в своей стране из-за повторного брака их родителей с корейцами, или дети из семей с международным браком, которые приезжают в Корею после того, как выросли в стране одного из своих родителей в подростковом возрасте. Другими словами, иммигрантская молодежь — это подростки школьного возраста, имеющие иностранное гражданство, и дети, поселившиеся в Корее в середине своего взросления в родной стране. Иначе обстоит дело с детьми из многонациональных семей, которые имеют корейское гражданство и которые изучают и используют корейский язык с рождения в аспектах национальности. С точки зрения закона о мультикультурной семье иммигрантская молодежь является просто «иностранцами», поэтому на иммигрантскую молодежь не может распространяться закон о мультикультурной семье.

##### Двухрасовые дети в Корее
Быть двухрасовым ребенком в Корее означает, что жизнь начинается в меньшинстве. Традиционно Южная Корея считается страной с одной этнической принадлежностью, поэтому смешение рас традиционно не поддерживается. Однако число детей смешанной расы увеличивается из-за количества браков между женщинами из других стран и корейскими мужчинами. Исследование с использованием данных из историй 56 молодых людей в возрасте от 9 до 17 лет показало, что дети, рожденные от смешанной расы, не считаются «чистыми» и не принимаются как корейцы, а классифицируются как «среднее между корейцами и иностранцами». Точно так же исследование показало, что межрасовые дети подвергались явным формам издевательств, обзывания, расспросов о своем национальном происхождении, изоляции и дискриминации. Понятно, что существовавшее ранее представление об иерархии, основанной на происхождении и цвете кожи, находится под сильным влиянием понятия национализма и чистокровности корейцев.
Цвет кожи, кажется, играет большую роль в обсуждении, и существует «иерархия цветового кодирования», которая во многом связана с тем, как корейцы относятся к расе и цвету кожи. Корейцы с более белой кожей оцениваются выше, чем люди с желтой кожей, а люди с темно-коричневым и черным оттенком кожи оцениваются ниже. Это напрямую связано с Корейской войной, когда некоторые афроамериканские солдаты бросали детей, рожденных от корейских женщин, которые были проститутками или происходили из бедных семей. В итоге детей называли такими именами, как «черненький» или «черный», и их было трудно принять. Существует также «иерархия кодирования происхождения», и фактором становится происхождение и экономическое положение родителя. Корейское общество дискриминирует людей смешанной расы из развивающихся стран. Независимо от того, прожили ли дети или родители всю свою жизнь в Корее и бегло говорят по-корейски, их однорасовые сверстники не позволяют им полностью интегрироваться как «корейцам».
В Корее одна капля «другой» крови не относит их к определенной расе, как это происходит в Америке, а вместо этого относит их к «иностранцам» — и это всегда понимается как не совсем корейцы. В результате детям приходится выбирать между культурами, но при этом их никогда не принимают как полноценных корейцев.
Хайнс Уорд из Питтсбург Стилерс написал статью под названием «Долгий путь домой», в которой описал, каково это иметь мать-кореянку и отца-афроамериканца. Он описывает, что чувствует себя изгоем как в чернокожих, так и в азиатско-американских общинах, хотя и не живет в Корее. Дети смешанной расы в Корее говорят, что одноклассники и даже некоторые учителя запугивают и притесняют их. Мать Уорда рассказывает, что именно по этой причине она не могла вернуться в Корею со своим сыном.
Pearl S. Buck International — одна из организаций, которая работает от имени детей смешанной расы в Корее. Опрос показал, что корейские дети смешанной расы отказываются от начальной школы на уровне 9,4 %, в то время как у корейских детей этот показатель равен нулю.
Недавно правительство провинции предприняло попытку лучше информировать жителей о многонациональных семьях. Местные власти пытаются интегрировать иностранных жителей через бесплатные школы корейского языка. Из-за моноэтнического населения Кореи это новое явление мультикультурализма является очень важной проблемой, стоящей перед обществом.

## Текущая ситуация
Количество детей в многонациональных семьях на 2015 год составляет 207 693 человека. Количество детей в возрасте до 6 лет составляет 110 000, и это занимает 60 %. Количество подростков школьного возраста, которые должны обучаться в начальной, средней, старшей школе, ежегодно увеличивается примерно на 7 000-10 000, также, как и младенцев. Количество детей из мультикультурных семей, рожденных в Корее, составляет 83 %.
Количество детей иммигрантов, родители которых приезжают работать по бизнесу и получают корейское гражданство, а потом приводят своих детей, имеет тенденцию к увеличению, как и мультикультурная семья, формируемая в результате брака.

### Правовые аспекты
Закон о поддержке мультикультурной семьи был принят в 2008 году. Он установил общее планирование многокультурных семей. В 2016 году были приняты меры по корректировке жизненного цикла детей из мультикультурных семей.

## Социальные, экономические и культурные аспекты

### Социальный аспект

Количество учеников из мультикультурных семей

В 2015 году количество учащихся из многонациональных семей в начальной, средней, старшей школе составляло 83 000 человек. Студенты из мультикультурных семей составляют около 1,4 % от общего числа студентов, учащиеся начальных классов составляют около 73 %, учащихся средних классов — около 16,8 %, старшеклассников — 10,2 % от общего числа школьников и студентов в 2015 г.

Процент посещаемости школы от общего числа учащихся и учащихся поликультурной семьи

Процент посещения школы учащимся из многонациональной семьи для начальной школы составляет 97,2 %, для средней школы — 75,6 %, для старшей школы — 76,7 %. Он показывает низкий уровень по сравнению с общим процентом посещаемости школы: для начальной школы — 97,2 %, для средней — 96,2 % и для старшей школы — 93,6 %.
Вспомогательная политика: политика социального обеспечения мультикультурного образования центрального правительства в Корее разделена на две части: политика мультикультурного образования, которая находится внутри государственной системы образования, и политика мультикультурного образования, которая находится вне государственной системы образования. Мультикультурная образовательная политика, находящаяся внутри государственной системы образования, становится эффективной в аспектах 16 муниципальных министерств образования и каждой школы, ведущейся при Министерстве образования. За пределами системы государственного образования 8 центральных департаментов и местных органов власти участвуют в обеспечении благосостояния образования, а Министерство по вопросам гендерного равенства и семьи выступает в качестве центра. Оно также предоставляет услуги, адаптированные к различным этапам жизни многокультурной семьи, и управляет центром поддержки многокультурной семьи.

### Экономический аспект

Процент трудоустройства детей из мультикультурных семей в Корее

Процент трудоустройства детей из поликультурных семей старше 15 лет составлял 27,1 % в 2015 году. Это означает, что только 10 329 детей находят работу из 38 052 детей. Процент трудоустройства детей, оба родителя которых являются иностранцами, составляет 39,6 %. И это выше, чем у детей, воспитанных матерью-кореянкой и отцом-иностранцем (25,3 %), у детей, воспитанных матерью-иностранкой и отцом-корейцем (24,7 %).

Трудовой статус детей многонациональной семьи

Статистические данные о статусе занятости детей из многонациональных семей показывают, что постоянная занятость составляет 21 %, временная занятость — 42,2 %, поденная работа — 35,4 %, независимые предприниматели, которые берут наемных работников — 0 %, независимые предприниматели, которые не берут наемных работников — 0,8 %, неоплачиваемые семейные работники составляют 0,6 % от общего числа. Это показывает, что у детей из мультикультурных семей работа скорее временная и поденная, чем постоянная, стабильная. Согласно статистическим данным, доля ежедневно работающих детей, оба родителя которых являются иностранцами, составляет 16,1 %, детей, выращенных матерью-кореянкой и отцом-иностранцем, составляет 36,6 %, а детей, выращенных матерью-иностранкой и корейцем-отцом 39,7 %. Это означает, что дети, выращенные родителями-иностранцами, могут найти более стабильную работу и найти её легче, чем в других случаях.
Политика поддержки: Подростковый центр Rainbow, один из центров поддержки детей из мультикультурных семей, руководит программой обучения детей из мультикультурных семей работе ‘Take tomorrow, Take my job(내-일을 잡(job)아라)’. «Возьми завтра, возьми мою работу» означает подготовить будущее через поиск собственной работы. Это программа, которая помогает детям из мультикультурных семей (молодежь-иммигранты, мультикультурные подростки, дети из семей беженцев из Северной Кореи) более стабильно идти в мир посредством вспомогательного профессионального обучения и поиска работы. Стоимость обучения и тренировки бесплатна. Целями поддержки являются молодые иммигранты в возрасте 16-24 лет, мультикультурные подростки, дети из семей беженцев из Северной Кореи, которые хотят получить профессиональный сертификат .

### Культурный аспект
Как правило, дети из мультикультурных семей не понимают своей идентичности . Они испытывают замешательство из-за разницы в языке, культуре и ценностях. Разница в мышлении между странами, трудности общения с родителями тому пример. Студент, который выглядит как кореец, также склонен стыдить национальность своих родителей.
Политика поддержки: В Корее каждое местное правительство управляет своими собственными программами поддержки для установления личности детей из мультикультурных семей. Центр поддержки мультикультурных семей Чхонджу предоставляет различные услуги для детей из мультикультурных семей. Через «проект билингвальной среды», одну из служб поддержки, центр пытается восстановить идентичность детей из мультикультурной семьи. Центр поддержки мультикультурных семей в Хамьяне реализует «универсальную программу», ориентированную на детей из мультикультурных семей. Лекция «Понимание моих эмоций» в «Универсальной программе» — это программа, которая может помогает укрепить позитивное эго и идентичность детей посредством обмена эмоциями с 15 подростками других возрастных групп. Чиновники считают, что «Действительно, из-за того, что дети из мультикультурной семьи испытывают различные заблуждения относительно идентичности в школе и других ситуациях, формирование сочувствия и обмена собственными эмоциями может помочь формированию здоровой идентичности.»